# Speciaal Transkaukasisch Comité
Het Speciaal Transkaukasisch Comité (Russisch: Особый Закавказский комитет, Osoby Zakavkazski Komitet, OZAKOM) (22 maart  [O.S. 9 maart] 1917 - 28 november [O.S. 15 november] 1917) was het orgaan van de Russische Voorlopige Regering voor het bestuur van Transkaukasië. Onder de jurisdictie van de comité viel het gehele grondgebied van het onderkoninkrijk van de Kaukasus, afgeschaft door de Voorlopige Regering.

## Creatie
De Russische voorlopige regering, gevormd na de Februarirevolutie van 1917, nam een resolutie aan over de zelfbeschikking van volkeren. 22 maart [O.S. 9 maart] 1917 werd op initiatief van de Transkaukasische afgevaardigden van de 4e Staatsdoema bij regeringsdecreet een Speciaal Comité voor het Beheer van Transkaukasië (OZAKOM) gevormd uit leden van de Doema, voorgezeten door Vasili Charlamov en bestaande uit Mamed-Joesif Dzjafarov, Michail Papadzjanov, Kita Abasjidze, en Pavel Pereverzev. Later, op verzoek van de sovjet van Tbilisi, werd Pereverzev vervangen door de gezaghebbende Georgische mensjewiek Akaki Tsjchenkeli, wat de positie van de mensjewieken in Transkaukasië zeer versterkte. Zoals vermeld in het regeringsdecreet werd OZAKOM verondersteld "op te treden namens en met de rechten van de Voorlopige Regering... in de door het oorlogsrecht bezette gebieden aan het Kaukasusfront". Het Speciaal Transkaukasisch Comité kreeg zijn definitieve organisatievorm op 12 april [O.S. 30 april]. 
Het comité rapporteerde rechtstreeks aan de Voorlopige Regering en vervulde functies die voorheen door de voormalige tsaristische autoriteiten in de Kaukasus werden uitgeoefend. Echte macht had het echter niet. Parallel met OZAKOM opereerden de Georgische en Armeense Nationale Sovjets en het Moslim Nationaal Comité, evenals de Sovjets van Arbeiders- en Soldatenafgevaardigden. De Sociaal-Revolutionaire Partij en de Georgische mensjewieken, die de populairste politieke partijen onder de plaatselijke bevolking waren, namen deel aan het werk van alle sovjets van arbeiders- en soldatenafgevaardigden, die in Bakoe, Koetaisi en andere grote steden van Transkaukasië snel ontstonden. Ze veroverden leidinggevende posities in de Regionale Sovjet van Arbeiders- en Boerenafgevaardigden, de Regionale Sovjet van het Kaukasische Leger en uitvoerende comités, en de Sociaal-Revolutionairen genoten aanzienlijke invloed in het leger. De mensjewieken, die in tegenstelling tot de bolsjewieken sterke posities hadden in de gouvernementen Tiflis en Koetais, pleitten voor de geleidelijke ontwikkeling van de revolutie en een vreedzame machtswisseling.
In Bakoe, het economische centrum van Transkaukasië, ontstonden eigen autoriteiten: het Voorlopige Uitvoerende Comité van Bakoe en de Sovjet van Arbeidersafgevaardigden, waarvan de voorzitter werd gekozen tot de bolsjewistische Stepan Sjaoemjan. De posities van de mensjewieken hier waren erg zwak, maar de Müsavat en Dasjnak, die met succes met de bolsjewieken begonnen te concurreren, begonnen vrij snel aan gewicht te winnen.
9 mei [O.S. 26 mei] besloot de Voorlopige Regering de post van commissaris-generaal van Turks Armenië in het leven te roepen, aan wie het civiel bestuur werd overgedragen op het door het Russische leger bezette grondgebied van West-Armenië.
Reeds in de zomer van 1917 was de afhankelijkheid van de regionale regering van lokale politieke krachten geconcentreerd in de sovjets duidelijk geworden, wat leidde tot haar zwakte en verlangen naar compromissen en overeenkomsten, vooral bij het oplossen van urgente kwesties als nationale, arbeids- en agrarische kwesties.

## Oktoberrevolutie
10 november [O.S. 28 november], enkele dagen na de omverwerping van de Voorlopige Regering als gevolg van de oktoberrevolutie kondigde OZAKOM aan dat "er in Petrograd een machtscrisis heeft plaatsgevonden als gevolg van de opstand van de bolsjewieken, de arbeiders en ook het garnizoen", en riep roept de provinciale commissaris van Tbilisi op om "de meest beslissende maatregelen te nemen om de orde en rust te bewaren", om "enige schendingen en ongeoorloofde acties" niet toe te staan, en om aan de "bevolking alle schade uit te leggen die de onrust als gevolg van de machtsovername heeft veroorzaakt aan de vooravond van de verkiezingen voor de grondwetgevende vergadering".
11 november [O.S. 29 oktober] vormde OZAKOM een "Voorlopig Comité voor Openbare Veiligheid", waarin vertegenwoordigers zaten van een groot aantal verschillende antibolsjewistische organisaties, waaronder mensjewieken, sociaal-revolutionairen, Dasjnaks, Georgische sociaalfederalisten en moslimorganisaties.
24 november [O.S. 11 november] werd in Tbilisi een bijeenkomst gehouden over de kwestie van het organiseren van lokale autoriteiten in Transkaukasië, waar werd besloten om een "Onafhankelijke Regering van Transkaukasië" op te richten, het "Transkaukasisch Commissariaat". De bijeenkomst werd bijgewoond door vertegenwoordigers van alle politieke partijen, de regionale en Tbilisi-Sovjets, OZAKOM, de commandant van het Kaukasische front, de geallieerden (Britse en Franse militaire agenten op het hoofdkwartier van het Kaukasische leger) en de Amerikaanse consul. Onder de politieke partijen vielen de mensjewistische Sociaaldemocratische Partij van Georgië, Müsavat, Dasjnak en de Sociaal-Revolutionaire Partij op. De bolsjewieken boycotten de bijeenkomst en maakten alleen een verklaring bekend van het Kaukasus Regionaal Comité van de Partij, waarin werd gesproken over steun voor de revolutie in Petrograd en erkenning van de Sovjetmacht.
Als resultaat van de bijeenkomst werd besloten de macht van de Sovjet van Volkscommissarissen van Bolsjewistisch Rusland niet te erkennen.
28 november [O.S. 15 november] werd het Transkaukasisch Commissariaat opgericht dat onder leiding kwan te staan van de Georgische Evgeni Gegetsjkori. Op dezelfde dag legde OZAKOM zijn bevoegdheden om de regio te besturen neer.